# Cinderella Man - Una ragione per lottare
Cinderella Man - Una ragione per lottare (Cinderella Man) è un film del 2005 diretto da Ron Howard ispirato alla vera storia del pugile James J. Braddock, che aveva questo soprannome.

## Trama
Jim Braddock è un giovane irlandese cresciuto nelle strade di New York. Promessa del pugilato nella categoria dei mediomassimi, si trova costretto a smettere dopo aver perso numerosi match ed essersi fratturato più volte la mano destra. Nel periodo in cui gli Stati Uniti attraversano la grande depressione Braddock svolge diversi lavori di fatica, specie come portuale, per mantenere la moglie Mae e i suoi bimbi, ma sogna ancora di tornare alla boxe ad alto livello. Grazie alla cancellazione all'ultimo minuto dell'impegno di un altro pugile, Braddock ha una seconda possibilità per combattere, ma si trova ad affrontare il numero due al mondo e il confronto viene considerato solo come un allenamento.
Braddock stupisce però gli esperti della boxe e i fans mettendo al tappeto al terzo round il suo eccellente avversario. Braddock continua a vincere e in breve tempo si trova a incarnare e a rappresentare le speranze e le aspirazioni del pubblico americano alle prese con la Grande depressione. Soprannominato Cinderella Man, il 13 giugno 1935, in una delle più grandi sorprese della storia della boxe, riuscì a sconfiggere al Madison Square Garden il temutissimo campione in carica statunitense Max Baer, diventando così campione mondiale dei pesi massimi.

## Riprese
Durante le riprese a Toronto, molte zone sono state riallestite in modo da apparire come la New York degli anni '30. Sono state ricreate false facciate di negozi e semafori e sono state utilizzate dozzine d'auto d'epoca. Le riprese sono state svolte di notte, in modo da permettere l'uso delle strade durante il giorno.

## Distribuzione
Cinderella Man - Una ragione per lottare è stato distribuito negli Stati Uniti il 3 giugno 2005 dalla Universal Pictures e in Italia il 9 settembre dalla Buena Vista International attraverso la Touchstone Pictures.

### Versione Italiana
La direzione del doppiaggio e i dialoghi italiani sono stati a cura di Fiamma Izzo, con l'assistenza al doppiaggio di Simona Romeo, per conto della PumaisDue. La sonorizzazione, invece, venne affidata alla SEFIT-CDC.

## Accoglienza

### Incassi
Sebbene il film abbia riscosso buoni giudizi di critica e pubblico, ha avuto un successo relativamente scarso al botteghino durante le prime settimane di programmazione. Nell'importante mercato nordamericano, il film (che è costato 88 milioni di dollari) ne ha incassati solo una sessantina. Uno dei motivi che è stato addotto per la scarsa vendita di biglietti è stato il periodo della programmazione.

### Critica
Max Baer è dipinto come un vero "cattivo" che si comporta in modo inappropriato fuori del ring e in modo malvagio in combattimento (al punto di uccidere due avversari sul ring). Il critico cinematografico Roger Ebert, gli storici della boxe e i parenti di Baer hanno criticato la versione offerta dal film, perché avrebbe ucciso solo Frankie Campbell e non anche Ernie Schaaf, anche se il fatto che fosse stato una causa indiretta della sua morte era sostenuto anche dalla stampa del tempo. Inoltre Baer era ritenuto da molti un gentiluomo, il cui comportamento era molto meno brutale di quanto rappresentato dal film che ristabilisce, pur nella finzione cinematografica, l'identità negativa di Baer. Altri sostengono che Baer fosse gentile, carismatico, amato e rispettato, e sottolineano lo stress emozionale che Baer aveva sopportato per tutto il resto della sua vita dopo la morte di Campbell.
Una parte della critica al film appare comunque ingiusta. Max Baer era rappresentato dalla stampa del tempo nello stesso modo del film e questa immagine era spesso utilizzata dai promotori degli incontri per suscitare interesse. Contrariamente a quanto affermato dai critici, il Max Baer dello schermo non si vanta mai di aver ucciso Campbell o Schaaf; in realtà, i suoi sentimenti in proposito non sono mai menzionati. Forse ancor più significativamente, Max Baer stesso (in veste di attore) recitò una parte di pugile ancor più negativa nel film Il colosso d'argilla, in un ruolo chiaramente basato su se stesso.

## Riconoscimenti
- 2006 - Premio Oscar
  - Nomination Miglior attore non protagonista a Paul Giamatti
  - Nomination Miglior montaggio a Daniel P. Hanley e Mike Hill
  - Nomination Miglior trucco a David LeRoy Anderson e Lance Anderson
- 2006 - Golden Globe
  - Nomination Miglior attore in un film drammatico a Russell Crowe
  - Nomination Miglior attore non protagonista a Paul Giamatti
- 2006 - Premio BAFTA
  - Nomination Migliore sceneggiatura originale a Cliff Hollingsworth e Akiva Goldsman
- 2006 - Screen Actors Guild Award
  - Miglior attore non protagonista a Paul Giamatti
  - Nomination Miglior attore protagonista a Russell Crowe
- 2005 - Critics' Choice Movie Award
  - Miglior attore non protagonista a Paul Giamatti
  - Nomination Miglior film
  - Nomination Migliore regia a Ron Howard
  - Nomination Miglior attore protagonista a Russell Crowe
- 2005 - Chicago Film Critics Association Award
  - Nomination Miglior attore non protagonista a Paul Giamatti
- 2006 - Empire Award
  - Nomination Migliore regia a Ron Howard
  - Nomination Miglior attrice protagonista a Renée Zellweger
- 2006 - Nastro d'argento
  - Nomination Regista del miglior film straniero a Ron Howard
- 2006 - Kansas City Film Critics Circle Award
  - Miglior attore non protagonista a Paul Giamatti
- 2005 - Satellite Award
  - Nomination Miglior film drammatico
- 2006 - Awards of the Japanese Academy
  - Nomination Miglior film straniero
- 2005 - Boston Society of Film Critics Award
  - Miglior attore non protagonista a Paul Giamatti
- 2005 - Phoenix Film Critics Society Awards
  - Miglior film
- 2005 - Southeastern Film Critics Association Award
  - Miglior attore non protagonista a Paul Giamatti
  - Nomination Miglior film
- 2005 - AACTA Award
  - Miglior attore internazionale a Russell Crowe
- 2005 - Dallas-Fort Worth Film Critics Association Awards
  - Nomination Miglior film
  - Nomination Miglior attore protagonista a Russell Crowe
  - Nomination Miglior attore non protagonista a Paul Giamatti
- 2005 - Florida Film Critics Circle Awards
  - Miglior attore non protagonista a Paul Giamatti
- 2006 - Golden Trailer Awards
  - Nomination Successo dell'estate
- 2005 - Hollywood Film Festival
  - Miglior sceneggiatore a Akiva Goldsman e Cliff Hollingsworth
- 2006 - London Critics Circle Film Awards
  - Nomination Attore britannico non protagonista dell'anno a Paddy Considine
- 2006 - Golden Reel Award
  - Nomination Miglior montaggio sonoro (Dialoghi)
- 2006 - WGA Award
  - Nomination Migliore sceneggiatura originale a Cliff Hollingsworth e Akiva Goldsman
- 2006 - Young Artist Award
  - Nomination Miglior film drammatico per la famiglia
- 2005 - ESPY Awards
  - Nomination Miglior film sportivo
- 2005 - Hochi Film Awards
  - Miglior film straniero a Ron Howard
- 2006 - Iowa Film Critics Awards
  - Miglior attore non protagonista a Paul Giamatti
- 2006 - Online Film & Television Association
  - Nomination Miglior attore non protagonista a Paul Giamatti
- 2006 - Online Film Critics Society Awards
  - Nomination Miglior attore non protagonista a Paul Giamatti
- 2006 - Sant Jordi Awards
  - Miglior attore straniero a Paul Giamatti
- 2005 - St. Louis Film Critics Association
  - Nomination Miglior film
  - Nomination Miglior attore protagonista a Russell Crowe
  - Nomination Miglior attore non protagonista a Paul Giamatti
  - Nomination Miglior attrice non protagonista a Renée Zellweger
- 2005 - Toronto Film Critics Association Awards
  - Miglior attore non protagonista a Paul Giamatti
- 2005 - Utah Film Critics Association Awards
  - Nomination Miglior attore non protagonista a Paul Giamatti
- 2006 - Vancouver Film Critics Circle
  - Nomination Miglior attore non protagonista a Paul Giamatti
- 2005 - Washington DC Area Film Critics Association Awards
  - Miglior attore non protagonista a Paul Giamatti
  - Nomination Miglior regia a Ron Howard